# Francisco Martínez
Francisco „El Quico” Martínez Cordero (ur. 20 czerwca 1910 w Ciudad Juárez, zm. 1 grudnia 1993 w El Paso) – meksykański koszykarz, brązowy medalista olimpijski z 1936 roku z Berlina.